# Demonstration Record
Demonstration Record è un album discografico EP dal vivo a nome di Hi-Fi, pubblicato dall'etichetta discografica S.P. & S. Records nel 1981.

## Tracce
Lato A
1. Savage – 2:32 (Norrie Paramor)
2. Heart of Mine – 5:13 (David Surkamp, Ian Matthews)
3. I Can't Fade Away – 4:42 (Ian Matthews, Mark Griffiths)

Lato B
1. 9 O'Clock – 3:06 (Steve Parsons)
2. Man in a Station – 6:39 (John Martyn)

## Formazione
- Ian Matthews - chitarra, voce
- David Surkamp - chitarra, voce
- Bruce Hazen - chitarra, sintetizzatore, voce
- Garey Shelton - basso, chitarra
- Bob Briley - batteria

Note aggiuntive
- Prodotto da Northside Neon
- Registrazioni Live effettuate il 29 aprile, 7, 11 e 12 maggio 1981 al Bearcreek di Woodinville, (Stato di Washington, Stati Uniti)
- Joe Hadlock e Tim Kileen - ingegneri delle registrazioni
- Ringraziamento a Paul Gregutt[1]